# 군창지
군창지(軍倉址)는 대한민국 충청남도 부여군 부여읍, 부소산성에 있는, 백제 때 군대에서 쓸 식량을 비축해 두었던 창고터이다. 1984년 5월 17일 충청남도의 문화재자료 제109호로 지정되었다.

## 개요
백제 때 군대에서 쓸 식량을 비축해 두었던 창고터로 부소산 동쪽에 있는 부소산성의 중심부에 자리잡고 있다.
군창지는 1915년 땅 속에서 불에 탄 곡식이 발견되어 세상에 알려지게 되었고, 1981년과 1982년 두 차례에 걸친 발굴조사로 건물터의 규모를 자세히 밝혀냈다. 백제 때부터 자리잡은 이곳 군창지를 조선시대에도 다시 이용한 것으로 보인다.
가운데에 공간을 두고 동·서·남·북으로 건물을 배치하여 ㅁ자 모양을 이루고 있다．

## 참고 문헌
- 군창지 - 국가유산청 국가유산포털